# ココロン (世田谷区社会福祉協議会)
ココロンは、東京都世田谷区にある世田谷区社会福祉協議会のマスコットキャラクター。

## 概要
- 2006年、世田谷区社会福祉協議会設立20周年を記念して、公募にて決定。
- どんぐりの妖精。手に持つハートはみんなに届けるまごころを、空飛ぶ葉っぱは緑豊かな世田谷を、「団（まるい）栗」帽子は、みんなで手を取り支えあうまちを、イメージしたもの。

## 名前の由来
- 愛（こころ）を届ける妖精
- 世田谷区社協のキャッチコピー「支えあい心をつなぐ合い言葉」の心
- 「どんぐりコロコロ♪」（丸くてコロコロとしたどんぐりのイメージ）